# Pacyna
Pacyna (deutsch 1943–1945 Patzingen) ist ein Dorf und Sitz der gleichnamigen Landgemeinde im Powiat Gostyniński der Woiwodschaft Masowien in Polen.

## Geschichte
Von 1939 bis 1945 war Pacyna, ab 1943 in Patzingen umbenannt, Teil des neuen Regierungsbezirkes Hohensalza im Landkreis Waldrode, Reichsgau Wartheland.

## Gemeinde
Zur Landgemeinde gehören 18 Ortsteile mit einem Schulzenamt:
| Anatolin Janówek Luszyn Łuszczanówek Pacyna Podatkówek | Podczachy Przylaski Radycza Rakowiec Raków Remki | Robertów Rybie Sejkowice Skrzeszewy Słomków Wola Pacyńska |

Weitere Ortschaften der Gemeinde sind Czarnów, Czesławów, Kąty, Łuszczanów Drugi, Model, Rezlerka und Romanów.